# Ирменгарда Анжуйская
Ирменгарда Анжуйская (Бланка; ок. 1018 — 18 марта 1076) — герцогиня Бургундии во втором браке с Робертом I, герцогом Бургундии. Дочь Фулька III Нерры.

## Жизнь
В 1035 году Ирменгарда вышла замуж за Жоффруа II Ферреоля, сеньора де Шато-Ландон. У них было трое детей:
- Хильдегарда де Шато-Ландон (ум. после 1060); муж: с 1060 Жослен I (ок. 1034 — после 1065), сеньор де Куртене[2]
- Жоффруа III Бородатый (ок. 1040—1096/1097), граф Гатине 1043—1068, граф Анжу 1060—1068[2]
- Фульк IV Ле Решен (1043 — 14 апреля 1109), граф Гатине (Фульк I) в 1068, граф Анжу (Фульк IV) с 1068[2]

После смерти Жоффруа Ирменгарда в 1048 году вышла замуж во второй раз — за Роберта, герцога Бургундии. У них была одна дочь:
- Хильдегарда Бургундская (1050 — после 1104); муж: Гильом VIII Аквитанский (1025—1086), герцог Аквитании[3]

Ирменгарда умерла 18 марта 1076 года, всего на три дня раньше своего второго мужа, Роберта.